# هارتلند، دوون
longitudeهارتلند، دوونlatitudeهارتلند، دوون
هارتلند، دوون (به انگلیسی: Hartland, Devon) یک شهرک در بریتانیا است که در انگلستان واقع شده‌است.

## خصوصیات
هارتلند ۱٬۷۲۴ نفر جمعیت دارد.